# David Henrie
David Clayton Robert Henrie (Los Angeles, 11 luglio 1989) è un attore statunitense.

## Biografia
Figlio di Linda e Jim Henrie, David Henrie è nato il 11 luglio 1989 a Los Angeles. È fratello maggiore di Lorenzo James Henrie, anche lui attore, noto soprattutto per aver recitato nella serie televisiva Fear the Walking Dead. È conosciuto principalmente per l'interpretazione di Justin Russo nella serie televisiva I maghi di Waverly, il maggiore di tre fratelli maghi e per il personaggio di Larry nella serie televisiva Raven, sempre in onda su Disney Channel. Tra i suoi lavori Un colpo perfetto (2007), Un papà da salvare con Emily Osment (2009). Ha interpretato uno dei figli di Ted in How I Met Your Mother. Nel 2010 interpreta se stesso per sole due puntate nei Jonas L.A..

## Vita privata
Il 21 aprile 2017 ha sposato la sua compagna e amica di infanzia Maria Cahill.
Il 19 marzo 2019 è nata la prima figlia della coppia, Pia Philomena Francesca. Il 25 dicembre 2020 è nato il secondogenito James Thomas Augustine Henrie. Il 17 luglio 2022 è nata la terza figlia, Gemma Clare.

## Filmografia

### Cinema
- Arizona Summer, regia di Joey Travolta (2003)
- The Alyson Stoner Project, regia di Kevin G. Schmidt (2009)
- Un weekend da bamboccioni 2 (Grown Ups 2), regia di Dennis Dugan (2013)
- 1000 to 1: The Cory Weissman Story, regia di Mike Levine (2014)
- Il superpoliziotto del supermercato 2 (Paul Blart: Mall Cop 2), regia di Andy Fickman (2015)
- Little Boy, regia di Alejandro Gómez Monteverde (2015)
- Walt prima di Topolino (Walt Before Mickey), regia di Khoa Le (2015)
- This is the Year, regia di David Henrie (2020) [4]
- Reagan, regia di Sean McNamara (2024)

### Televisione
- Providence – serie TV, episodio 4x18 (2002)
- Senza traccia (Without a Trace) – serie TV, episodio 1x02 (2002)
- The Pitts – serie TV, 7 episodi (2003)
- The Mullets – serie TV, episodio 1x05 (2003)
- Monster Makers, regia di David S. Cass Sr. - film TV (2003)
- Giudice Amy (Judging Amy) – serie TV, episodio 5x10 (2003)
- The D.A. – serie TV, episodio 1x02 (2004)
- Method & Red – serie TV, 9 episodi (2004)
- The Hollywood Mom's Mystery, regia di David S. Cass Sr. - film TV (2004)
- Jack & Bobby – serie TV, episodio 1x03 (2004)
- NCIS - Unità anticrimine (Navy NCIS: Naval Criminal Investigative Service) – serie TV, episodio 2x06 (2004)
- How I Met Your Mother – serie TV, 64 episodi (2005-2014)
- Dr. House - Medical Division (House M.D.) – serie TV, episodio 1x13 (2005)
- Cold Case - Delitti irrisolti (Cold Case) – serie TV, episodio 4x08 (2006)
- Raven (That's So Raven) – serie TV, 12 episodi (2004-2007)
- I maghi di Waverly (Wizards of Waverly Place) – serie TV, 109 episodi (2007-2012)
- Disney 365 – serie TV, 2 episodi (2008-2009)
- Un papà da salvare (Dadnapped), regia di Paul Hoen - film TV (2009)
- Zack e Cody sul ponte di comando (The Suite Life on Deck) – serie TV, episodio 1x21 (2009)
- I maghi di Waverly: The Movie (Wizards of Waverly Place: The Movie), regia di Lev L. Spiro - film TV (2009)
- 3-Minute Game Show – serie TV, episodio 4x01 (2009)
- Easy to Assemble – serie TV (2010)
- Jonas L.A. – serie TV, episodi 2x11-2x12 (2010)
- Arrested Development - Ti presento i miei (Arrested Development) – serie TV, 1 episodio (2013)
- Mind Games – serie TV, 2 episodi (2014)
- I Maghi di Waverly - Ritorno a Waverly Place (Wizards Beyond Waverly Place) – serie TV, 21 episodi (2024-2025)

## Doppiatori italiani
Nelle versioni in italiano delle opere in cui ha recitato, David Henry è stato doppiato da:
- Jacopo Cinque ne I maghi di Waverly, I maghi di Waverly: The Movie, Un papà da salvare, Zack e Cody sul ponte di comando, 3-Minute Game Show, Jonas L.A.
- Alessio Puccio in Cold Case - Delitti irrisolti, Il superpoliziotto del supermercato 2
- Luca Sandri in How I Met Your Mother
- Davide Garbolino in How I Met Your Mother (ep. 9x24)
- Matteo De Mojana ne I maghi di Waverly - Ritorno a Waverly Place